# 歐亞語系
亞歐語門（英語：Eurasiatic languages）為一個認為其語言分類範圍擴及亞歐大陸北部地區的總語系，然而對於這項假設絕大部分主流的歷史語言學學者並未給予大力支持。各個專家對於亞歐語系的底下分法也有許多講法，但通常都會包括有阿爾泰語系、楚科奇－堪察加語系、愛斯基摩－阿留申語系、印歐語系和烏拉爾語系（不過約瑟·哈羅德·格林伯格則使用有爭議性的烏拉爾－尤卡吉爾語系作為替代）。有時候則會同時提及到在附近地區的南高加索語系和達羅毗荼語系，或者是被視為孤立語言的伊特拉斯坎語和尼夫赫語，有些說法則認為亞歐語系包括有同樣大範圍、但亦遭到主流學者批評的諾斯特拉語系。
關於亞歐語系的想法早在100多年前便已經出現，不過其中又以格林伯格在1990年代提出的說法廣為被引用，然而其他語言學者則指控其使用如大规模比较法等非正式的方法做為參考依據。在2013年時，馬可·帕格爾和其另外3名同事發表關於亞歐語系相關語言家族的統計數據，並且在研究中認為各個語言仍然有數個核心字詞與亞歐語系有所關聯。這項消息獲得大眾媒體的廣泛關注，然而對於絕大部分語言學者來說卻沒有給予正面反應。

## 歷史

### 早期發展
關於亞歐總語系的想法可以追溯到100年以上，其中1905年時阿夫雷德·特龍貝棣便已經提出所有語言是來自單一的原始人類語言想法。不過到了1994年時，梅里特·鲁伦再度聲稱發現亞歐語系的語法規律：「複數名詞在字尾的字根是『-t』......而偶數則是在名詞字尾加上『-k』。」不過類似說法早在1818年時拉斯姆斯·克里斯蒂安·拉斯克便發現到烏拉爾語系和愛斯基摩－阿留申語系在這類語法規則上相似，而約瑟·哈羅德·格林伯格之後則以此規則將阿爾泰語系、阿伊努語、尼夫赫語和楚科奇－堪察加語系也列入亞歐語系中，對此鲁伦則認為在亞歐語系以外發展的語言並無這類規則。
1998年格林伯格藉由原本在1950年代研究非洲語言的大规模比较法做法，重新檢視亞歐語系底下可能發展出來的語言。2000年時他進一步以此發表了《Indo-European and Its Closest Relatives: The Eurasiatic Language Family》，內容主要概述關於亞歐語系的語音和語法相關證據並且使得他認為該語系確實存在，而格林伯格認為已經自各個語言中檢驗出72個重要的詞法特徵。儘管他所提出亞歐語系延伸出大量語言的看法獲得大量關注，許多主流的語言學家認為其研究報告的質量並不能保證正確性，而格林伯格也因為這項假說而遭到解雇。
其中主要的批評是認為研究中直接將類似的聲音和單詞含義判斷其有共同的同源詞，但是實際上絕大部分學者認為在經過5,000年至9,000年的時間極有可能讓最原始的字詞聲音與含意遭到重組，這也意味著透過比較方式並不能代表遠古時期有總語系的存在。此外由於可能因為機率或者外來語而出現被判定為同樣來源的字詞，在沒有實際驗證的情況下僅僅基於統計資料的存在結論是可能有其問題存在的。另外也有如斯特凡·耶奧格等學者認為儘管不能排除藉由尋找遠古關係的研究都會面臨失敗，但也認為格林伯格應該進行更為謹慎的研究。他們認為格林伯格其透過統計資料的作法能夠正確地確定來源，但是對於報告結論部分則有質疑，並且表示：
|  | 乍看之下由大量證據支撐的72個語言元素可以證實亞歐語系存在……如果有效的話，無疑地數個科學家將能夠他們已經創下了新的里程碑……然而仔細檢查卻發現太多誤解、錯誤以及不正確的分析……由於格林伯格沒有想過除了證實亞歐語系存在以外的可能性，這使得這項報告只能說是失敗。 |

### 近代報告
2013年時，馬可·帕格爾、昆廷·阿特金森（Quentin D. Atkinson）、安德烈婭·克勞德（Andreea S. Calude）和安德魯·米德（Andrew Meadea）出版統計證據以試圖解決反對意見，其中根據他們先前的研究認為2,000年和4,000年之間半貼近生活的話語更能夠解決語言變換以及現有理論的問題。然而他們也在這項報告中發現一些數量詞、代詞與副詞在10,000到20,000年之間的變化，比其他字詞的平均改變速度還要慢得許多。研究團隊從不同類別的現代語言其發音進行研究進而找出改變速度同樣緩慢的關鍵詞，最後其的結論認為所有人類語言的共同特徵之一經常使用的字詞其基本核心並不會改變，同時從模型數據中顯示替換的速度與使用頻率呈現反比關係。
帕格尔等人使用了世界语源数据库（LWED）中列出的7个语系的原始词根形式。他们将搜索范围限定在斯瓦迪士词表的200个最常用词之内。有12个词因原始词根形式不到3个被排除在外，剩下的188个词产生了3804种不同的构拟（有时一个语系内会出现多个可能的构拟形式）。与传统的比较语言学不同，研究人员没有试图“证明”任何给定的词对是同源词，而是将每个词对视作一个受误差影响的二元随机变量，然后将可能的同源词对集合作为整体进行分析，以寻找可预测的规律性。
可根据一个形式的同源语言数量对它们进行分类。188个词中，同源组的数量从1（无其他同源词）到7（所有语言都同源），平均为2.3 ± 1.1。同源对大小分布与他们根据衰变率预测的相符，呈正偏态（小组多于大组）。然后，再将单词按其在世界范围内的使用频率、词性和先前估计的衰变率分组。同源词类大小与估计的衰变率呈正相关（r=0.43；p<0.001）。笼统的频率与词性结合也是一个强有力的预测类大小的因素（r=0.48, p<0.001）。帕格尔等人的结论是“这一结果与它们的粗估半衰期一致，不常用的词存在的时间往往不够长，不足以构拟到深层次的祖语；但在阈值频率以上的词则有更大的稳定性，变为较大的同源词类规模。”
有23个词[A]的同源词对数量大于等于4个。每1千个口语中使用了的词（χ2=24.29；P<0.001）、代词（χ2=26.1；P<0.0001）和副词（χ2=14.5；P=0.003）在这23个词中占的比例较大。在控制了词性的基础上，常用词被判为同源词的概率比不常用词多了7.5倍（P<0.001）。这与他们的先验预测中，倾向于保持音义长期不变的词类相吻合。作者写道：“我们独立于音素对应关系来预测这些词的能力，冲淡了对这种远距语言学构拟的常规批评，即原生词不可靠或不准确，或它们间明显的语音相似性是偶然。”关于第一点，他们认为不准确的构拟应该会削弱而非增强可能的同源关系；关于第二点，他们认为偶然的相似性应该在所有词类中有着相同普遍的反映，而这与数据现实的情况相反。
该团队创建了一个马尔可夫链蒙特卡洛模拟以估计并确定所研究的7个语系的系统发生树。5次·独立运行产生了相同的（无根）树，有3组语系：阿尔泰语系、因纽特-尤皮克语系、楚科奇-勘察加语系；中-南亚语系包含南高加索语系和达罗毗荼语系；北-西欧语系，包含印欧语系和乌拉尔语系。通过原始印欧语和1原始楚科奇-勘察加语的已有估计年代作为基准，可以有两种不同的根假设。其一，树根位于通往原始达罗毗荼语的分支中点上，这样计算出的欧亚语系年代为距今14450 ± 1750年；其二，根据原始南高加索语，可计算出的年代为距今15610 ± 2290年。内部节点年代的确定性较低，但超过了机会期望值，并不影响对顶层年代的估计。作者总结道：“所有推断的年代都必须谨慎对待，但我们的估计与其他人的一些建议是一致的：都将这些语系的起源与末次冰盛期结束时欧亚大陆的冰川消退相联系起来，那大约是1.5万年前。”
许多通过比较法专门研究历史语言学的学者对论文的结论持怀疑态度，并对其假设和所用方法提出批评。Sarah Thomason在宾夕法尼亚大学博客Language Log上写道，她对改论文所依据的LWED数据的准确性抱有疑问。她指出，LWED为大多数词列出了多种可能的构拟，增加了偶然匹配的概率。帕格尔等人预见到了这种批评，说由于不常用词通常有更多的构拟形式，这种错误应该“产生一种与统计数据显示的相反的偏差”（即，同源词来源如果只有巧合，不常用词应有更大的同源词组）。Thomason还认为，由于LWED主要是由诺斯特拉语系的信徒贡献的，而诺斯特拉语系比欧亚语系的规模更大，所以数据有可能挑选了可被判为同源的原生词。帕格尔等人承认“不能排除这种偏见”，但坚称偏见不太可能系统地影响统计结果。他们认为，某些通常认为比较长寿的词类（如数词）不属于那23个词，而其他在现代社会中相对不重要但对原始社会来说十分重要的概念（如树皮、灰烬等）却在，因此对偏见是造成统计结果如此的说法表示怀疑。Thomason说她“没有资格”对数据本身进行评论，但任何使用不良数据为输入的模型都不可能提供可靠的结果。
Asya Pereltsvaig用另一种方式批评了这篇论文。她概述了帕格尔列出的几个词在英语中的经历，总结说鉴于这些词在1500年左右的英语史中就发生了巨大变化，因此不可能和15000年前的任何音义相匹配。她还指出，作者一开始就“找错了地方”，因为“作为衡量语言系属关系的指标，语法属性要比词汇更可靠”。
帕格尔等人还研究了对其结论的另外两种可能反对意见。他们排除了语言借用的可能，理由是若一个词仅仅因为借用而在多个语系间显现出同源，就需要频繁地来回传递；这是很难发生的，因为这些语言群覆盖的地理范围极为广大，而且从现代来看，常用词最不可能被借用。最后他们表示，即便抛开发音简单的封闭词类词（如“我”“我们”等），也不会影响他们的结论。

## 分类
關於亞歐語系所包含的語言種類的認定各方都有所不同，但絕大部分都包括有阿爾泰語系、楚科奇－堪察加語系、愛斯基摩－阿留申語系、印歐語系和烏拉爾語系。但是關於阿爾泰語系中所包括的語言則有不同說法，其中一部分人認為突厥語族、蒙古語族和滿－通古斯語族才能包括其中，但另外一部分人則認為包括有朝鮮語系和日本－琉球語系，另外也有主張不應該對阿爾泰語系進行分類。
据格林伯格，与欧亚语系联系最紧密的是阿美林德语系。他指出“欧亚-阿美林德语系代表了相对较新的扩张（约1.5万年前），进入了因北极冰盖融化而开辟的地区。欧亚-阿美林德语系与旧世界的其他语系不同，它们间的差异更大，代表了更深的年代分组。”与欧亚语系相似，阿美林德语系也不是一个得到普遍认可的概念。
欧亚语系与另一个假设中的超语系诺斯特拉语系包含许多相同的语系。弗拉迪斯拉夫·马尔科维奇·伊利希-斯维蒂奇的诺斯特拉辞典没有包括欧亚语系中列出的较小的西伯利亚语系，但这只是因为还没人给它们构拟祖语；诺斯特拉学家没有试图将这些语言从诺斯特拉语系中排除。许多诺斯特拉理论家认为，欧亚语系是诺斯特拉语系下的一个大分支，与亚非语系、南高加索语系和达罗毗荼语系并列。LWED同样认为欧亚语系是诺斯特拉语系下的一个语族。诺斯特拉语系没有得到主流比较语言学界的认可。
Harold C. Fleming认为欧亚语系是假想的北方大语系下的一个亚群。

### 下属分类

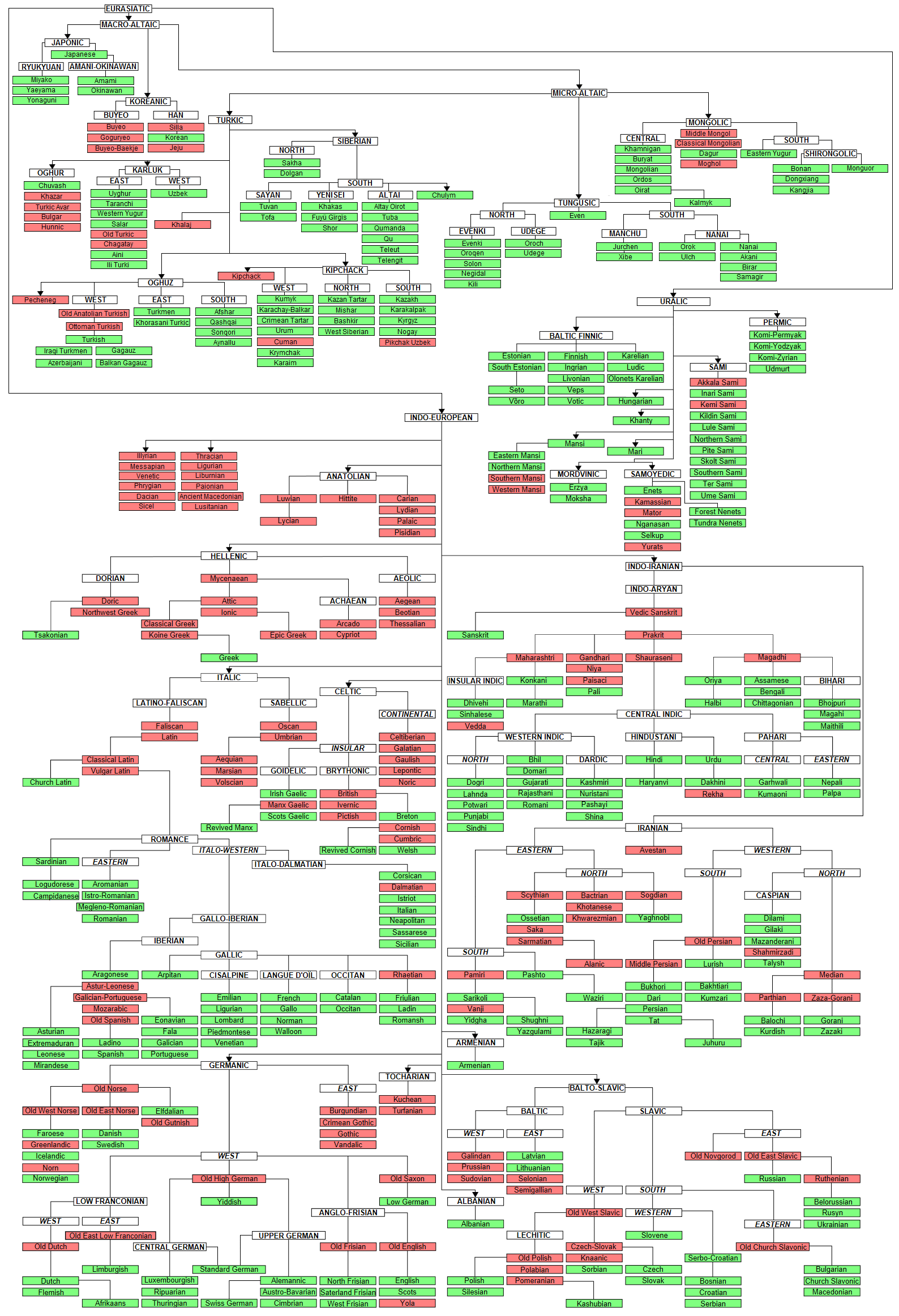
按首次出现年代顺序排序的欧亚语系树

欧亚语系的下属分类有不同说法，一般都包括突厥语系、满-通古斯语系、蒙古语系、楚科奇-勘察加语系、爱斯基摩–阿留申语系、印欧语系和乌拉尔语系。
格林伯格列举了欧亚语系的8个主要分支，如下：突厥语系、满-通古斯语系、蒙古语系、楚科奇-勘察加语系、爱斯基摩-阿留申语系、伊特拉斯坎语、印欧语系、“朝鲜-日本-阿依努语”、尼夫赫语和乌拉尔-尤卡吉尔语系。之后他又将这些语系分成更小的语族，其中一些没有被广泛接受为系统发育单元。
帕格尔等人的分类方案稍有不同，列出了7个语系：蒙古语系、满-通古斯语系、突厥语系、楚科奇-勘察加语系、达罗毗荼语系、印欧语系、南高加索语系、乌拉尔语系和“因纽特-尤皮克语系”—这是LWED给爱斯基摩语族的名称。
默里·盖尔曼、Ilia Peiros和Georgiy Starostin将楚科奇-勘察加语系和尼夫赫语归入阿尔冈昆-瓦卡什语系，而非印欧语系。
无论哪种版本，这些名单都涵盖了欧洲、中亚、北亚（包含爱斯基摩-阿留申语系时还有）及白令海峡另一侧。
欧亚语系的分支大体如下（遵格林伯格分类方案）：
- 印欧语系（无争议）
- 乌拉尔语系（无争议）
- 尤卡吉尔语系（有时置于古西伯利亚语言下，格林伯格认为其与乌拉尔语系有关）
- 古西伯利亚语言（仅是一个方便整体称呼的术语；无论大分类是否有效，其成员都属于欧亚语系）
  - 尼夫赫语（孤立语；斯塔罗斯金将其置于古西伯利亚语言下，常不包含于诺斯特拉语系）
  - 爱斯基摩–阿留申语系（无争议）
  - 楚科奇-勘察加语系（无争议）
- 泛阿尔泰语系（争议；Roy Andrew Miller 1971、Gustaf John Ramstedt 1952、Matthias Castrén 1844；“泛阿尔泰语系”比起“狭义阿尔泰语系”的学术接受度更小）
  - 狭义阿尔泰语系（无争议）
    - 突厥语系（无争议）
    - 蒙古语系（无争议）
    - 满-通古斯语系（无争议）

  - 日本-琉球语系（无争议）
    - 日语
    - 琉球语

  - 朝鲜语（鼓励与）
- 阿伊努语（几乎所有格林伯格手稿都认为是孤立语）
- 第勒尼安语系（3种已灭绝语言的语系，它们与欧亚语系的联系主要基于第一人称单数mi，其余证据相当缺乏）
  - 伊特拉斯坎语（已灭绝）
  - 雷蒂亚语（已灭绝）
  - 利姆尼亚语（已灭绝）

### Jäger (2015)
Jäger (2015)运用计算系统发育分析，给出了欧亚语系语族间的系统发育状况：
|  | 南亚语系      |
|  |               |
|  | 日本-琉球语系 |
|  |               |
|  | 阿伊努语      |
|  |               |

|  | 汉藏语系 |
|  |          |
|  | 苗瑶语系 |
|  |          |

|  | 南岛语系 |
|  |          |
|  | 壮侗语系 |
|  |          |

|  | 满-通古斯语系 |
|  |               |
|  | 蒙古语系      |
|  |               |

|  | 尤卡吉尔语系                                                   |
|  |                                                                |
|  | 尼夫赫语                                                       |
|  |                                                                |
|  | 乌拉尔语系                                                     |
|  |                                                                |
|  | \| \| 楚科奇-勘察加语系 \| \| \| \| \| \| 印欧语系 \| \| \| \| |
|  |                                                                |
|  | 楚科奇-勘察加语系                                              |
|  |                                                                |
|  | 印欧语系                                                       |
|  |                                                                |

|  | 楚科奇-勘察加语系 |
|  |                   |
|  | 印欧语系          |
|  |                   |

|  | 满-通古斯语系 |
|  |               |
|  | 蒙古语系      |
|  |               |

|  | 尤卡吉尔语系                                                   |
|  |                                                                |
|  | 尼夫赫语                                                       |
|  |                                                                |
|  | 乌拉尔语系                                                     |
|  |                                                                |
|  | \| \| 楚科奇-勘察加语系 \| \| \| \| \| \| 印欧语系 \| \| \| \| |
|  |                                                                |
|  | 楚科奇-勘察加语系                                              |
|  |                                                                |
|  | 印欧语系                                                       |
|  |                                                                |

|  | 楚科奇-勘察加语系 |
|  |                   |
|  | 印欧语系          |
|  |                   |

|  | 南亚语系      |
|  |               |
|  | 日本-琉球语系 |
|  |               |
|  | 阿伊努语      |
|  |               |

|  | 汉藏语系 |
|  |          |
|  | 苗瑶语系 |
|  |          |

|  | 南岛语系 |
|  |          |
|  | 壮侗语系 |
|  |          |

|  | 满-通古斯语系 |
|  |               |
|  | 蒙古语系      |
|  |               |

|  | 尤卡吉尔语系                                                   |
|  |                                                                |
|  | 尼夫赫语                                                       |
|  |                                                                |
|  | 乌拉尔语系                                                     |
|  |                                                                |
|  | \| \| 楚科奇-勘察加语系 \| \| \| \| \| \| 印欧语系 \| \| \| \| |
|  |                                                                |
|  | 楚科奇-勘察加语系                                              |
|  |                                                                |
|  | 印欧语系                                                       |
|  |                                                                |

|  | 楚科奇-勘察加语系 |
|  |                   |
|  | 印欧语系          |
|  |                   |

|  | 满-通古斯语系 |
|  |               |
|  | 蒙古语系      |
|  |               |

|  | 尤卡吉尔语系                                                   |
|  |                                                                |
|  | 尼夫赫语                                                       |
|  |                                                                |
|  | 乌拉尔语系                                                     |
|  |                                                                |
|  | \| \| 楚科奇-勘察加语系 \| \| \| \| \| \| 印欧语系 \| \| \| \| |
|  |                                                                |
|  | 楚科奇-勘察加语系                                              |
|  |                                                                |
|  | 印欧语系                                                       |
|  |                                                                |

|  | 楚科奇-勘察加语系 |
|  |                   |
|  | 印欧语系          |
|  |                   |

## 词根
Ruhlen给出了下列欧亚语系词汇：kʷi“谁”；mi“什么”；pälä“二”；akʷā“水”、tik“一根手指”、konV“手臂”、bhāghu(s)“手臂”、bük(ä)“手肘/膝盖”、punče“头发”；p'ut'V“女阴”；snā“味道/鼻子”、kamu“挤压”；parV“飞”。

## 地理分布
Merritt Ruhlen认为，欧亚语系的地理分布表明，它和德内-高加索语系是两次不同的迁徙的结果。德内-高加索语系的迁徙发生得较早，而欧亚语系的则较晚。欧亚语系的扩张压倒了德内-高加索语，使后者的使用者主要局限于被欧亚语系使用者包围的山区（如比利牛斯山脉中的巴斯克人、高加索山脉中的高加索民族、兴都库什山脉中的布鲁夏斯基人）。这些地方易守难攻，因此德内-高加索语族群才得以幸存下来；在其他地方存续的原因，目前还不清楚。Ruhlen认为欧亚语系的证据要比德内-高加索语系的更加有力而清洗，这也表明德内-高加索语的传播发生在欧亚语系之前。
Lyle Campbell、Ives Goddard、Larry Trask等人认为，德内-高加索语系作为一个系统发生分类有可能并不存在。
通过对超保留词的系统发育分析可得，该语系的最后共同祖先大约有1.5万年历史，表明这些语言是在末次冰期的“避难所”中传播的。

## 阅读更多
- Bancel, Pierre J.; de l'Etang, Alain Matthey. "The millennial persistence of Indo-European and Eurasiatic pronouns and the origin of nominals". In: In Hot Pursuit of Language in Prehistory: Essays in the four fields of anthropology. In honor of Harold Crane Fleming. Edited by John D. Bengtson. John Benjamins Publishing Company, 2008. pp. 439–464. https://doi.org/10.1075/z.145.32ban

## 外部連結
- （英文） INDO-URALIC AND ALTAIC （页面存档备份，存于）
- （英文） REGIONS BASED ON SOCIAL STRUCTURE: A RECONSIDERATION （页面存档备份，存于）
- NorthEuraLex （页面存档备份，存于）
- "Indo-Uralic and Altaic" （页面存档备份，存于） by Frederik Kortlandt (2006)
- Regions Based on Social Structure: A Reconsideration （页面存档备份，存于）